# Oberklammersiedlung
Die Oberklammersiedlung ist eine Siedlung in der Gemeinde Altenberg bei Linz in Oberösterreich.
Die Siedlung befindet sich südlich von Altenberg in einer nach Südwesten exponierten Hanglage zwischen Katzgraben im Südwesten und Kulm im Nordosten. Die Siedlung besteht aus Einfamilienhäusern und entwickelte sich in der 2. Hälfte des 20. Jahrhunderts. In Haslach befinden sich zudem die Siedlungen Alpenblicksiedlung und Seitlingersiedlung. 